# James M. Cain
James Mallahan Cain (Annapolis, Maryland, 1892. július 1. – University Park, Maryland, 1977. október 27.) amerikai író, újságíró. Bár Cain joggal tiltakozott a besorolás ellen, mégis az ún. hardboiled krimi egyik mesterének tekintik. Több regényéből is sikeres filmadaptáció készült.

## Élete
Cain ír katolikus családban született a marylandi Annapolisban, apja tanár, anyja operaénekes volt. Utóbbitól örökölte a zene szeretetét, de énekesi karrierhez nem rendelkezett elég jó hanggal. 1903-ban a család a marylandi Chestertownba költözött. Cain 1910-ben diplomázott a Washington College-ben. 1914-ben határozta el, hogy író lesz, és újságíróként kezdett dolgozni baltimore-i lapoknál.
Miután besorozták, az első világháború utolsó évét Franciaországban töltötte, egy katonai lap számára dolgozott.

## Karrierje
Miután visszatért az Egyesült Államokba, a New York World című lapnál folytatta az újságírást, de írt színdarabot és novellákat is. Rövid időre a The New Yorker szerkesztője lett, de hamarosan átnyergelt a forgatókönyv-, illetve regényírásra.
Első regénye, A postás mindig kétszer csenget 1934-ben látott napvilágot. Két évvel később a Liberty magazin közölte folytatásokban Dupla vagy semmi című regényét.
Cain szeretete a zene és az opera iránt három regényében is visszaköszön. A Szerenád főhőse elveszíti a hangját; a Mildred Pierce sikeres üzletasszonyának lánya énekesnő lesz; a Career in C Major című szatirikus kisregényben a feltörekvő operaénekes váratlanul felfedezi, hogy férjének jobb hangja van, mint neki.
Annak dacára, hogy Cain sok évet töltött Hollywoodban forgatókönyvíróként, neve mindössze négy film stáblistáján tűnik fel. Az Algírban (Algiers; 1938) és a Blockade-ben (1938) társ-dialógíró, míg A vasöklű (Stand Up and Fight; 1939) és a Gypsy Wildcat (1944) esetében társ-forgatókönyvíró volt.
A Kísért a múlt (Out of the Past; 1947) című film forgatókönyvének megírásában szintén közreműködött, bár a neve nem szerepel a stáblistán.

## Amerikai Szerzői Hatóság
1946-ban Cain négy, a Screen Writer magazinban megjelent cikkében javasolta, hogy hozzák létre az Amerikai Szerzői Hatóságot, amely képviseli az írók jogait a szerződésekről szóló tárgyalások, illetve a bírósági viták során. Ez a felvetés a Cain-terv nevet kapta a médiában. Az író hiába próbált támogatókat találni, elképzelése nem lett széles körben elfogadott, s hamvába holt.

## Magánélete
Cain 1919-ben feleségül vette Mary Clough-t. A házasság válással végződött, s az író újranősült, Elina Sjösted Tyszeckával kötötte össze életét. Cainnek nem voltak saját gyermekei, de jó viszonyt ápolt Elina két gyermekével, akik a nő egy korábbi házasságból származtak. 1944-ben vette feleségül Aileen Pringle filmszínésznőt, de a viharos kapcsolat két évvel később válással ért véget. Negyedik feleségével, az operaénekes Florence Macbeth-tel 1966-ig, a nő haláláig élt együtt.
Az író 85 évesen hunyt el, haláláig számtalan regényt publikált, de ezek nem érték el a 30-as évekbeli művei anyagi sikerét és népszerűségét.

## Művei
- Our Government (1930)
- A postás mindig kétszer csenget (The Postman Always Rings Twice; 1934)
- Szerenád (Serenade; 1937)
- Mildred Pierce (1941)
- Love's Lovely Counterfeit (1942)
- Career in C Major and Other Stories (1943)
- Dupla vagy semmi (Double Indemnity; 1943) (első közlése a Liberty Magazine-ban, 1936)
- The Embezzler (1944) (első közlése Money and the Woman címen a Liberty Magazine-ban, 1938)
- Past All Dishonor (1946)
- The Butterfly (1947)
- The Moth (1948)
- Sinful Woman (1948)
- Jealous Woman (1950)
- The Root of His Evil (1951) (címváltozat: Shameless)
- Galatea (1953)
- Mignon (1962)
- The Magician's Wife (1965)
- Rainbow's End (1975)
- The Institute (1976)
- The Baby in the Icebox (1981); novellák
- Cloud Nine (1984)
- The Enchanted Isle (1985)
- The Cocktail Waitress (Charles Ardai szerkesztésében, 2012)

## Stílusa
Cain néhány művét, elsősorban a két legismertebbet (A postás mindig kétszer csenget; Dupla vagy semmi) a hardboiled krimi műfajához sorolják. Ezeknek a nagyvárosi környezetben játszódó történeteknek a középpontjában legtöbbször a magándetektív áll, aki a bűnügyek megoldásában legalább annyiszor használja az eszét, mint az öklét, tehát a tisztán nyomolvasó és következtetéseket levonó klasszikus krimi (például Conan Doyle és Agatha Christie művei) gyakran amatőr nyomozójával szemben a kemény krimiben a hivatásos bűnüldöző kalandjain, fizikai igénybevételt, megfigyelést, üldözést kívánó tevékenységén van a hangsúly. Cain két regényére jobban illik a Magyarországon sem ismeretlen bűnregény terminus, pontosabban megjelöli ezen alkotásai karakterét. A bűnregény főhőse legtöbbször olyan átlagember, aki kényszerből követ el bűnt, vagy a nagy lehetőségét akarja megragadni oly módon, hogy életében először megszegi a törvényt. A kisember esélyt kap arra, hogy övé legyen egy vonzó nő szerelme, megszabaduljon egy kellemetlenségeket okozó rokontól, vagy régóta dédelgetett vállalkozásához megszerezze a kezdőtőkét. Mindössze rövid időre fel kell függesztenie morális értékrendjét, ám ezzel tragikus események sorozata veszi kezdetét, és az irányítás teljesen kicsúszik a főhős kezéből. 
A két alkotást erős szálak fűzik egybe. Nagyjából azonos terjedelmű kisregényekről van szó, mindkettőnek férfi az elbeszélője, és leegyszerűsítve azt mondhatnánk, hogy bűntények kiterveléséről, kivitelezéséről, és a nem várt következményekről szólnak. Mindkét elbeszélő sallangmentes, lecsupaszított, tőmondatokra épülő nyelven ír, jellemzésre, a környezet leírására nem sok szót vesztegetnek, gyakran élnek a kihagyás eszközével, a párbeszédekben nem alkalmazzák a jól bejáratott „mondta”, „kérdezte”, „felelte” kifejezéseket. Mindezek hihetetlenül felgyorsítják a szövegek tempóját, a dialógusok színpad, a sztorik mozivászon után kiáltanak. 
A gazdasági világválság követő évek Amerikája Cain szemében a család, az emberi kapcsolatok, az erkölcs erodálódásának, az ösztönök elszabadulásának kora is.

## Regényeinek magyar kiadásai
A postás mindig kétszer csenget
- Pantheon Kiadó, Bp., 1938, Kovács György fordítása
- Európa Könyvkiadó, Bp., 1957, Kovács György fordítása
- Európa Könyvkiadó, Bp., 1982, Kovács György fordítása, ISBN 963-07-3136-3
- Montázs Könyvkiadó, Bp., 1991, Kovács György fordítása, ISBN 963-7821-01-5 (Híres filmek – híres regények sorozat)
- Európa Könyvkiadó, Bp., 2007, Uram Tamás fordítása, ISBN 978-963-07-8270-8

Dupla vagy semmi
- Európa Könyvkiadó, Bp., 2007, Uram Tamás fordítása, ISBN 978-963-07-8335-4

Szerenád
- Nova Irodalmi Intézet, Bp., 1938, dr. Braun Soma fordítása
- Kozmosz Könyvek, 1974
- Európa Könyvkiadó, Bp., 2009, Siklós Márta fordítása, ISBN 978-963-07-8772-7

Mildred Pierce
- Európa Könyvkiadó, Bp., 2008, Siklós Márta fordítása, ISBN 978-963-07-8441-2

## Filmek Cain-művek alapján
- She Made Her Bed, USA, 1934, rendezte Ralph Murphy (a The Baby in the Icebox című novella alapján)
- Wife, Husband and Friend, USA, 1939, rendezte Gregory Ratoff (a Two Can Sing című története alapján, amely Career in C Major címen is ismert)
- Az utolsó kanyar (Le dernier tournant), Franciaország, 1939, rendezte Pierre Chenal (A postás mindig kétszer csenget című regényből)
- When Tomorrow Comes (címváltozat: The Modern Cinderella), USA, 1939, rendezte John M. Stahl (a The Root of His Evil című regényből)
- Megszállottság (Ossessione), Olaszország, 1943, rendezte Luchino Visconti (A postás mindig kétszer csenget című regényéből - a mű címe nem szerepel a főcímben)
- Gyilkos vagyok (címváltozat: Kettős kárigény) (Double Indemnity), USA, 1944, rendezte Billy Wilder a Dupla vagy semmi című regényből
- Mildred Pierce, USA, 1945, rendezte Michael Curtiz
- A postás mindig kétszer csenget (The Postman Always Rings Twice), USA, 1946, rendezte Tay Garnett
- Everybody Does It, USA, 1949, rendezte Edmund Goulding (a Two Can Sing című története alapján, amely Career in C Major címen is ismert)
- Slightly Scarlet, USA, 1956, rendezte Allan Dwan (a Love's Lovely Counterfeit című regényből)
- Serenade, USA, 1956, rendezte Anthony Mann
- Interlude, USA, 1957, rendezte Douglas Sirk Cain egyik története alapján
- Konto ausgeglichen, Nyugat-Németország, 1959, rendezte Franz Peter Wirth (a Der Defraudant című regénéyből) (tévéfilm)
- ITV Play of the Week, 1960 (tévésorozat-epizód a Dupla vagy semmi című regényéből)
- Kraft Mystery Theater, 1963, tévésorozat-epizód Shadow of a Man címmel a Dupla vagy semmi című regényéből – a mű címe nem szerepel a főcímben
- Interlude, USA, 1968, rendezte Kevin Billington Cain egyik története alapján, a főcímlistán nem szerepel, hogy az 1957-es filmváltozat forgatókönyvén alapul
- Double Indemnity, USA, 1973, rendezte: Jack Smight, tévéfilm
- A postás mindig kétszer csenget (The Postman Always Rings Twice), USA, 1981, rendezte Bob Rafelson
- Butterfly, USA, 1982, rendezte Matt Cimber
- Girl in the Cadillac, USA, 1995, rendezte Lucas Platt (The Enchanted Isle című regényéből)
- Szenvedély, Magyarország, 1998, rendezte Fehér György A postás mindig kétszer csenget című regényből
- Buai laju-laju, Malajzia, 2004, rendezte U-Wei Haji Saari A postás mindig kétszer csenget című regényből, a mű címe nem szerepel a főcímben
- Mildred Pierce, USA, 2011, rendezte Todd Haynes, ötrészes tévésorozat